# Fifty-Fifty (1916)
Fifty-Fifty is een Amerikaanse dramafilm uit 1916 onder regie van Allan Dwan.

## Verhaal
Frederic Harmon is verliefd op de bohémienne Naomi. Nadat ze getrouwd zijn en kinderen hebben gekregen, voelt Frederic zich verwaarloosd door de aandacht die de kinderen van Naomi krijgen en hij vlucht naar Helen Carew.

## Rolverdeling
| Acteur           | Personage       |
| ---------------- | --------------- |
| Norma Talmadge   | Naomi Harmon    |
| Jack W. Johnston | Frederic Harmon |
| Marie Chambers   | Helen Crew      |
| Ruth Darling     | Louise O'Mally  |
| Harry Northrup   | Ex-gevangene    |
| Frank Currier    | Rechter         |
| Dodson Mitchell  | Rechercheur     |
| Warner Richmond  | Dandy           |